# おおたか (ミサイル艇)
おおたか（ローマ字：JS Otaka, PG-826）は、海上自衛隊のミサイル艇。はやぶさ型ミサイル艇の3番艇。艇名は「オオタカ」に由来する。よしきり型掃海船「おおたか」、うみたか型駆潜艇「おおたか」に次いで日本の艦艇としては3代目である。
本記事は、本艇の艦暦について主に取り扱っているため、性能や装備等の概要についてははやぶさ型ミサイル艇を参照されたい。

## 艦歴
「おおたか」は、平成12年度計画ミサイル艇826号艇として、三菱重工業下関造船所で2001年10月2日に起工され、2002年5月13日に進水、2003年3月24日に就役し、同日付で佐世保地方隊佐世保警備隊隷下に新編された第3ミサイル艇隊に「くまたか」とともに編入された。
2009年4月14日から4月27日、長崎県平戸沖漁船転覆事故による行方不明者捜索に参加。
同年12月8日、長崎県沖で墜落した第22航空隊SH-60Jの捜索に参加。
2015年11月4日午前10時半頃、上対馬北東75kmを南西に航行するスラヴァ級ミサイル巡洋艦「ヴァリャーク」、ソブレメンヌイ級ミサイル駆逐艦「ビストルイ」、ボリス・チリキン級補給艦「ボリス・ブトマ」、イングル級救難曳船「アラタウ」で構成されるロシア艦隊を発見、監視した。艦隊はその後、対馬海峡を南下して東シナ海に入っている。
2016年1月23日午前5時頃、下対馬南西100kmを北東に航行するソブレメンヌイ級ミサイル駆逐艦「ビストルイ」、ボリス・チリキン級補給艦「ボリス・ブトマ」、イングル級航洋曳船「アラタウ」で構成されるロシア艦隊を発見、監視した。艦隊はその後、対馬海峡を北上している。
同年1月26日午後9時頃、下対馬南西120kmを北東に航行する旅滬型駆逐艦「哈爾浜」、江凱Ⅱ型フリゲート「煙台」、東調型情報収集艦「天狼星」、福清型補給艦「洪澤湖」で構成される中国艦隊を発見、監視した。艦隊はその後対馬海峡を北上している。
同年2月23日、若狭湾で海上保安庁と不審船対処共同訓練を実施。
同年6月12日午前11時頃、下対馬南南西55kmを東北東に航行するロシア海軍スラヴァ級ミサイル巡洋艦「ヴァリャーク」を発見、監視した。
同年6月21日午前1時半頃、上対馬北東55kmを南南西に航行するウダロイ級ミサイル駆逐艦「アドミラル・パンテレーエフ」、ロプーチャI型揚陸艦「アドミラル・ニヴェルスキー」、ロプーチャII型揚陸艦「ペレスウェート」、タピール級揚陸艦「ニコライ・ヴィルコフ」、オホーツク型航洋曳船「アレクサンダー・ピスクノフ」で構成されるロシア艦隊を発見、監視した。艦隊はその後対馬海峡を南下している。
同年10月2日午前1時頃、下対馬南西55kmを東北東に航行するウダロイ級ミサイル駆逐艦「アドミラル・トリブツ」、「アドミラル・ヴィノグラードフ」、ロプーチャII型揚陸艦「ペレスウェート」、ドゥブナ級補給艦「ペチェンガ」、イングル型航洋曳船「アラタウ」で構成されるロシア艦隊を発見、監視した。艦隊はその後対馬海峡を北上している。
2021年3月3日、九州西方海空域において、護衛艦「さわぎり」及びSH－60J/K 2機とともに海上保安庁との不審船対処に係る共同訓練に参加する。海保からは巡視船「あそ」と「ほうおう」が参加し、情報共有、共同追跡・監視、停船措置訓練等を実施する。
同年5月11日から17日にかけて、護衛艦「いせ」、「あしがら」、「あさひ」、「こんごう」、輸送艦「おおすみ」、ミサイル艇「しらたか」、哨戒機、潜水艦とともに東シナ海において日米豪仏共同訓練（ARC21）に参加する。米海軍からはドック型輸送揚陸艦「ニューオリンズ」、豪海軍からはフリゲート「パラマッタ」、仏海軍からは強襲揚陸艦「トネール」、フリゲート「シュルクーフ」が参加し、防空訓練、対潜訓練、着上陸訓練を実施する。
同年11月3日、東シナ海において護衛艦「いせ」、「はるさめ」、「あさひ」、掃海艇「ひらしま」、「やくしま」、「たかしま」とともに米海軍強襲揚陸艦「アメリカ」と日米共同訓練を実施した。
同年11月16日13時頃、海上自衛隊は、海上自衛隊は、対馬の南西約170㎞の海域において、同海域を北東進する中国海軍ジャンカイⅡ級フリゲート1隻を確認した。その後、当該艦艇が対馬海峡を北東進し、日本海へ向けて航行したことを確認するまでの間、、第4航空群所属P-1哨戒機と共同し、所要の情報収集・警戒監視を行った。
同年11月19日23時頃、海上自衛隊は、対馬の東北東約40㎞の海域において、同海域を南西進する中国海軍ジャンカイⅡ級フリゲート1隻を確認した。その後、当該艦艇が対馬海峡を南下し、東シナ海へ向けて航行したことを確認するまでの間、所要の情報収集・警戒監視を行った。なお、この艦艇は、同年11月16日に対馬の南西海域で「おおたか」と第4航空群所属P-1哨戒機により確認され、その後、対馬海峡を北東進したものと同一であった。
同年11月23日14時頃、海上自衛隊は西表島の南約170kmの海域において、同海域を北東進するロシア海軍キロ改級潜水艦2隻、ステレグシチーⅡ級フリゲート1隻、ドゥブナ級補給艦1隻及びイングル級救難えい船1隻の合計5隻を確認した。これらの艦艇が沖縄本島と宮古島との間の海域を北上した後、11月27日に対馬海峡を北東進し、日本海へ向けて航行したことを確認するまでの間、第4航空群所属P-1哨戒機、第5航空群所属P-3C、第12護衛隊所属「あぶくま」、第14護衛隊所属「せとぎり」及び「せんだい」、並びに第46掃海隊所属「くろしま」などと共に、所要の情報収集・警戒監視を行った。
2022年3月24日14時頃、海上自衛隊は対馬の北東210㎞の海域において、同海域を南南西進するロシア海軍ウダロイⅠ級駆逐艦1隻を確認した。その後、当該艦艇が対馬海峡を南下し、東シナ海へ向けて航行したことを確認するまでの間、第4航空群所属P-1哨戒機と共同し、所要の情報収集・警戒監視を行った。
同年3月28日正午頃、海上自衛隊は、五島列島の西約170㎞の海域において、同海域を東進する中国海軍ルーヤンⅢ級ミサイル駆逐艦1隻を確認した。また、同時刻頃、五島列島の西約330ｋｍの海域において、同海域を南東進するジャンカイⅡ級フリゲート1隻を確認した。その後、これらの艦艇が対馬海峡を北東進し、日本海へ向けて航行したことを確認するまでの間、掃海艇「ひらしま」、第1航空群及び第4航空群所属P-1哨戒機と共同し、所要の情報収集・警戒監視を行った。
同年4月11日正午頃、海上自衛隊は、対馬の南西約130㎞の海域において、同海域を北東進する中国海軍ドンディアオ級情報収集艦を確認した。その後、この艦艇が対馬海峡を北上し、日本海へ向けて航行したことを確認するまでの間、第1航空群及び第4航空群所属P-1哨戒機と共同し、所要の情報収集・警戒監視を行った。
同年5月22日13時頃、海上自衛隊は福江島の西約260kmの海域において、同海域を南東進する中国海軍ジャンカイⅡ級フリゲート1隻を、また、同月23日7時頃、対馬の南西約120kmの海域において、同海域を北東進する中国海軍ジャンカイⅡ級フリゲート1隻を確認した。その後、これらの艦艇が対馬海峡を北東進し、日本海へ向けて航行したことを確認するまでの間、掃海艇「うくしま」、及び第4航空群所属P-1哨戒機と共同し、情報収集・警戒監視を行った。
同年5月24日16時頃、海上自衛隊は対馬の北東120kmの海域において、同海域を南西進する中国海軍ジャンカイⅡ級フリゲート1隻を、また、同日19時頃、隠岐島の北西約90ｋｍの海域において、同海域を南西進する中国海軍ジャンカイⅡ級フリゲート1隻を確認した。その後、これらの艦艇が対馬海峡を南西進し、東シナ海へ向けて航行したことを確認するまでの間、掃海艇「うくしま」、「すがしま」及び第4航空群所属P-1哨戒機と共同し、情報収集・警戒監視を行った。なお、これらの艦艇は、5月22日及び23日に福江島西方海域及び対馬南西海域で「おおたか」と「うくしま」、第4航空群所属P-1哨戒機、第5航空群所属P-3C哨戒機により確認され、その後、対馬海峡を北東進した艦艇と同一であった。
同年6月12日13時頃、海上自衛隊は対馬の南西280kmの海域において、同海域を東進する中国海軍ドンディアオ級情報取集艦1隻を確認、当該艦艇が対馬海峡を北東進し、日本海へ向けて航行したことを確認するまでの間、第4航空群所属P-1哨戒機と共同し、情報収集・警戒監視を行った。
同年10月19日、東シナ海において、佐世保地方総監部、護衛艦「さわぎり」、回転翼機（SH-60K）とともに海上保安庁と共同訓練実施した。海保からは第七管区海上保安本部、巡視船「あまみ」・「ほうおう」・「ちくご」が参加し、重要施設等に向かう不審船を想定し、共同追跡・監視訓練、停船措置訓練、情報共有訓練を実施した。
2024年10月17日、佐渡島東方および九州南方の訓練海空域において実施される海上保安庁との共同訓練に佐世保地方総監部、舞鶴地方総監部および護衛艦「ふゆづき」とともに参加する。海上保安庁からは第九管区海上保安本部巡視船「はくさん」、巡視艇「こしかぜ」、固定翼機（MA864）、第十管区海上保安本部巡視船「あかいし」、「とから」、「きりしま」が参加し、重要施設等に向かう不審船を想定し、情報共有訓練、共同追跡・監視訓練、停船措置訓練を実施する。

## ギャラリー

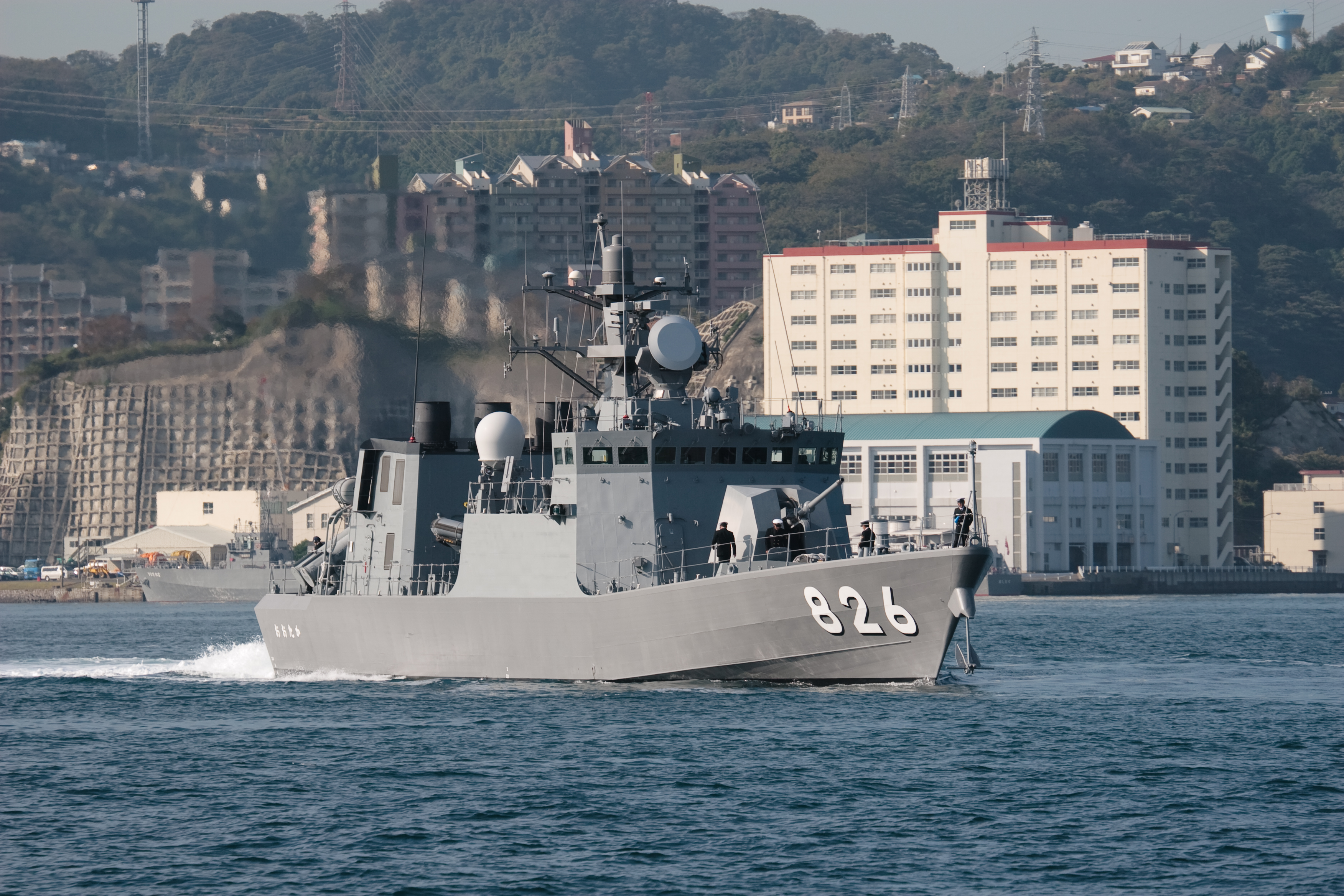
横須賀港にて
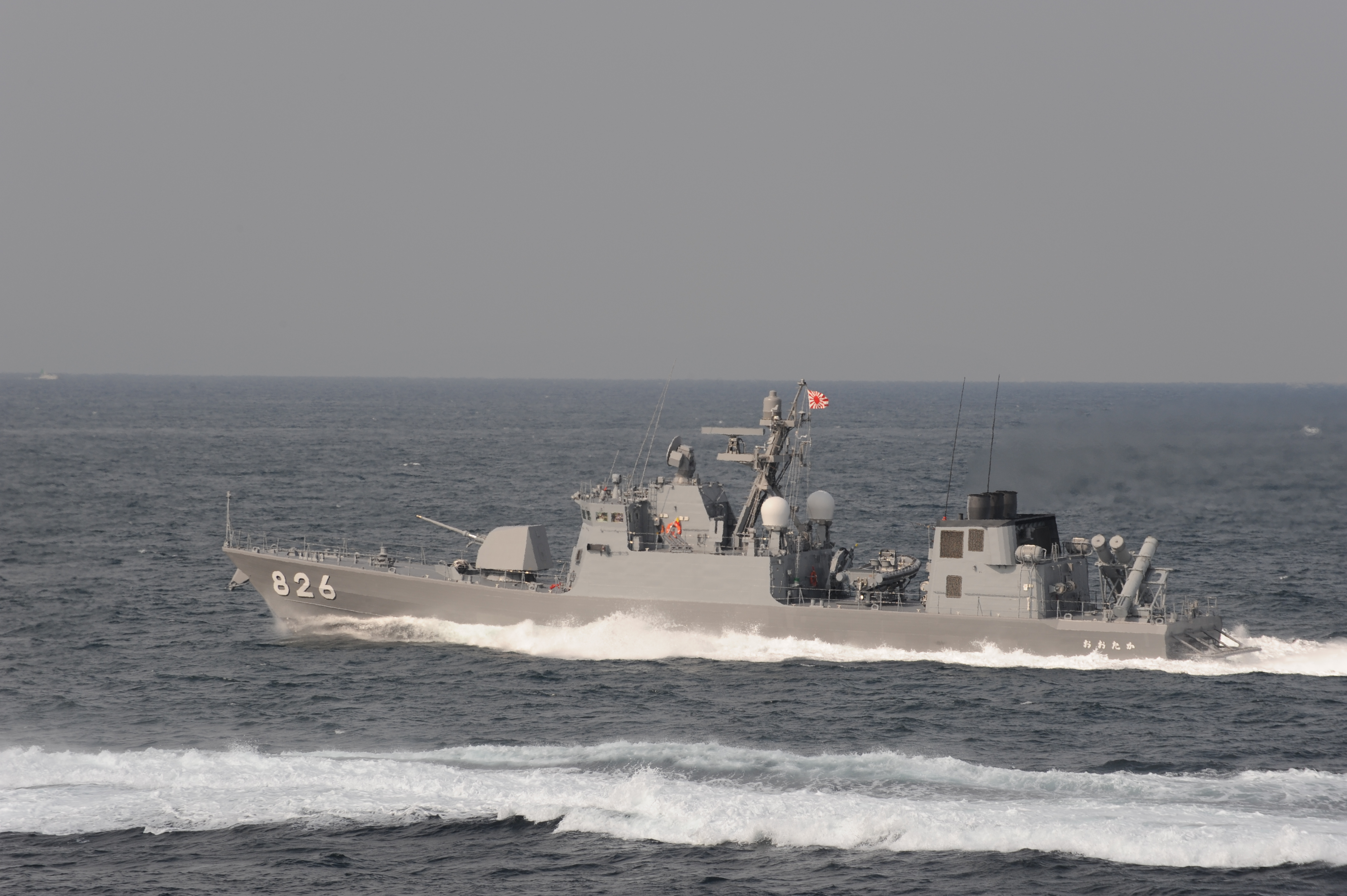
航行中の「おおたか」
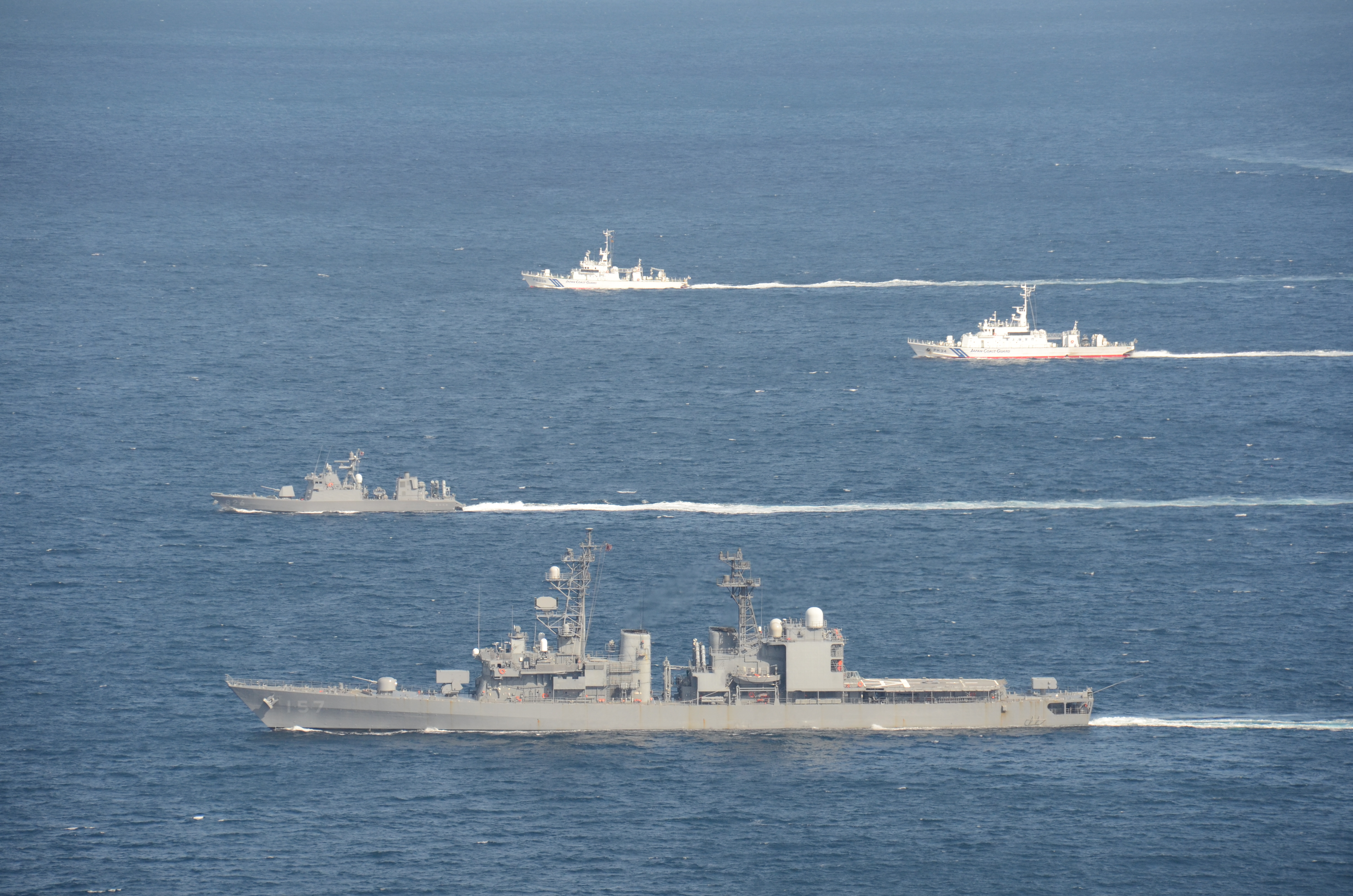
海保との共同訓練を実施中の「おおたか」と「さわぎり」（手前）